# Worldwake
Worldwake – dodatek do kolekcjonerskiej gry karcianej - Magic: the Gathering, drugi w bloku Zendikar. Premiera miała miejsce 5 lutego 2010 roku, uczestnicy otrzymywali foliowane karty promocyjne Joraga Warcaller z alternatywnym rysunkiem.

## Fabuła dodatku
W dodatku tym kontynuowana jest historia rozpoczęta w Zendikarze. Do trójki głównych bohaterów, Chandry Ablaze, Nissy Revane i Sorina Markov dołącza Jace Beleren. Wspólnymi siłami starają się nie dopuścić do uwolnienia prastarych sił dążących do zniszczenia świata.

## Tematyka
Tematyka dodatku oscyluje wokół lądów, oraz ich niestandardowym wykorzystaniu jako stwory lub źródła zdolności nie dających many. Rozwinięciu podlegają również motywy wprowadzone w dodatku Zendikar takie jak synergia pomiędzy stworami podtypu Ally (pl. Sojusznik), wypełnianie zadań (ang. Quest) czy karty pułapki (ang. Trap Cards).

## Zestawy Startowe
- Flyover (Biało/Niebieska)
- Rapid Fire (Biało/Czerwona)
- Brute Force (Czerwono/Zielona)
- Mysterious Realm (Niebiesko/Zielona)
- Fangs of the Bloodchief (Czarna)

## Mechaniki
Nowe zdolności:
- Landfall

Zdolności wykorzystane we wcześniejszych dodatkach:
- Multikicker